# Adrian Zeljković
Adrian Zeljković (Žalec, 19 de agosto de 2002) es un futbolista esloveno que juega en la demarcación de centrocampista para el F. C. Viktoria Plzeň de la Liga de Fútbol de la República Checa.

## Selección nacional
Tras jugar en las categorías inferiores de la selección, finalmente hizo su debut con la selección absoluta de Eslovenia el 20 de enero de 2024 contra Estados Unidos en un partido amistoso que finalizó con un resultado de 0-1 a favor del combinado esloveno tras el gol de Nejc Gradišar.

### Participaciones en Eurocopas
| Copa          | Sede     | Resultado        | Partidos | Goles |
| ------------- | -------- | ---------------- | -------- | ----- |
| Eurocopa 2024 | Alemania | Octavos de final | 0        | 0     |

## Clubes
| Club                     | País            | Año       | Partidos | Goles |
| ------------------------ | --------------- | --------- | -------- | ----- |
| N. K. Olimpija Ljubljana | Eslovenia       | 2020-2021 | 4        | 0     |
| NK Tabor Sežana          | Eslovenia       | 2021-2023 | 41       | 1     |
| F. C. Spartak Trnava     | Eslovaquia      | 2023-2025 | 82       | 5     |
| F. C. Viktoria Plzeň     | República Checa | 2025-     |          |       |

## Palmarés

### Títulos nacionales
| Título             | Club                 | País       | Año  |
| ------------------ | -------------------- | ---------- | ---- |
| Copa de Eslovaquia | F. C. Spartak Trnava | Eslovaquia | 2025 |